# Mura (Catalogne)
Pour les articles homonymes, voir Mura.
Mura est une commune de la province de Barcelone, en Catalogne, en Espagne, de la comarque de Bages